# Andrea Corsini (storico della scienza)
Andrea Corsini (Firenze, 7 aprile 1875 – Firenze, 24 giugno 1961) è stato un medico e storico della scienza italiano.

## Biografia
Nato a Firenze dal ragioniere Egidio Corsini e da Creusa Giuseppina Rossi. Passò l'infanzia nella Villa del Bandino, casa che subentrò in eredità alla madre Creusa Giuseppina e alla sorella Erminia negli Uberti il 28 novembre del 1885, data della morte del padre, il tenore Achille di Felice Rossi-Ghelli, il quale l'aveva comprata dal fratello Napoleone Rossi il 10 aprile 1871. La madre Creusa Giuseppina Rossi, di educazione religiosa, nel 1897 fece costruire per comodo della Villa un piccolo Oratorio accanto all'entrata principale sulla Via del Paradiso e tutt'oggi ancora esistente. Il nonno di Andrea, Niccolò Corsini, è stato il primo maestro elementare del Comune del Bagno a Ripoli ed appartenente alla famiglia dei Corsini del Pian di Ripoli, Coloni della Chiesa-Plebana di San Pietro a Ripoli.
Andrea Ferdinando Corsino Corsini frequentò la facoltà di medicina dell'Istituto di studi superiori pratici e di perfezionamento di Firenze, dove si laureò nel 1899. Partì quindi per un viaggio di studio a Vienna dove poté seguire, nel semestre invernale 1899-1900, le lezioni di Carl Wilhelm Hermann Nothnagel, frequentando le cliniche viennesi.
Tornato a Firenze fu assistente, dal 1900 al 1902, presso l'Istituto di materia medica diretto da Giovanni Bufalini e, dal 1902 al 1906, presso l'Istituto di igiene diretto da Giorgio Roster. Fu in seguito ad alcuni studi condotti sulle acque termali di Porretta, compiuti su incarico di Pietro Grocco, allora direttore sanitario delle terme di Montecatini, che Corsini intraprese la sua carriera presso l'Ufficio di igiene del Comune di Firenze: prima analista batteriologo, poi, dal 1906, vicedirettore, in seguito, dal 1924 e fino al pensionamento nel 1953, direttore. Conseguì nel 1909 la libera docenza in igiene, ma solo nel 1924 la cattedra presso la Facoltà di magistero.
Fu in questi anni che agli studi e alle pubblicazioni di igiene si affiancarono quelli in storia della medicina e della scienza in generale. Fin dal 1907 infatti, in occasione della sua prima riunione, Corsini aveva aderito alla Società italiana di storia critica delle scienze mediche e naturali. Nel 1913 conseguì la libera docenza in storia della medicina presso l'Università di Siena e inaugurò la collana Vite di medici e naturalisti celebri, che vide uscire tre pubblicazioni prima di essere interrotta a causa della guerra.
Dopo aver assunto nel 1923 la direzione della Rivista di storia critica delle scienze mediche e naturali, Corsini fu nominato nel 1941 presidente dell'omonima Società, che ne curava la pubblicazione. Mantenne questo ruolo fino al 1956. In questi anni Corsini si dedicò in particolar modo alla creazione di strutture istituzionali in grado di raccogliere, conservare e valorizzare materiali e libri concernenti la storia della scienza, anche attraverso la costituzione del Gruppo per la tutela del patrimonio scientifico nazionale, nato nel 1923 e presieduto dal senatore Antonio Garbasso. Nacque così a Firenze, il 7 maggio 1925, l'Istituto di storia della scienza, con sede presso la Facoltà di medicina, poi riconosciuto due anni dopo come entità legale per decreto del re. L'Istituto, assieme al Gruppo, riuscì ad inaugurare l'8 maggio 1929 la prima Esposizione nazionale di storia della scienza, che ebbe luogo nel nuovo palazzo delle esposizioni del Parterre a Firenze e di cui Pietro Pagnini curò il catalogo relativamente agli strumenti fiorentini.  
Il grande successo incontrato dalla mostra determinò la crescita dell'Istituto, tanto che nel 1930 fu inaugurato, nella sede di Palazzo Castellani e sotto la direzione proprio di Corsini, l'Istituto di storia della scienza con annesso museo, oggi Museo Galileo, cui fu affidata la cura degli strumenti mediceo-lorenesi. In questo periodo le collezioni del Museo si accrebbero anche attraverso l'acquisizione di oggetti diversi, come, nel 1941, la collezione di medaglie a tema storico-scientifico di Giovanni Aperlo. Corsini si poté avvalere negli anni della direzione della collaborazione di Maria Luisa Righini Bonelli, che gli successe poi alla guida dell'Istituto, divenuto anche a livello internazionale l'istituzione più autorevole nel campo della museografia scientifica.  

Andrea Corsini e Maria Luisa Righini Bonelli

Nel 1942 Corsini appoggiò la nascita della Domus Galilaeana di Pisa, sede del Gruppo italiano di storia delle scienze, di cui fu nominato vicepresidente. Il Gruppo era nato nel 1948 come comitato italiano dell'Union internationale d'histoire des sciences, fondata a Parigi nel 1928 per iniziativa di Aldo Mieli.   
Negli anni '50 Corsini, lasciata la presidenza della Società italiana di storia critica delle scienze mediche e naturali e la direzione della Rivista da essa pubblicata, collaborò alla fondazione della nuova rivista di storia della scienza Physis, pubblicata a Firenze per i tipi di Leo S. Olschki.    
Morì a Firenze il 24 giugno 1961, lasciando un patrimonio di oltre duecento pubblicazioni, per lo più dedicate alla storia della scienza.

## L'archivio[8]
Presso la biblioteca del Museo Galileo è conservato il carteggio di Andrea Corsini in un fondo che raccoglie circa 2.500 fra lettere e cartoline databili fra la fine dell'Ottocento e il 1957. Fra i corrispondenti di Corsini si annoverano gli storici della scienza, i medici e illustri personalità della cultura italiana. Spiccano i nomi di Arnold C. Klebs, Charles Singer, George Sarton, Arturo Castiglioni, Aldo Castellani, Guglielmo Marconi e Giovanni Gentile.
Al carteggio si aggiungono documenti privati (certificati e diplomi), una raccolta di ritagli a tema storico-scientifico e una cospicua documentazione relativa all'attività svolta da Corsini in veste di direttore dell'Ufficio d'igiene del Comune di Firenze, nonché un gruppo di fotografie nelle quali Corsini è rappresentato in vari momenti della sua vita, anche insieme a colleghi e collaboratori.